# 아흐마드 빈 알리 스타디움
아흐마드 빈 알리 경기장(Ahmad bin Ali Stadium) 또는 알라이얀 스타디움은 카타르 알라이얀에 있는 축구 경기장으로, 알라이얀 SC의 홈구장이다. 약 40,740명을 수용할 수 있고, 2011년 AFC 아시안컵과 2022년 FIFA 월드컵의 개최 경기장으로 선정되었다.
에듀케이션 시티 스타디움과 더불어 알라이얀에서 있는 경기장이다. 2022년 FIFA 월드컵을 위해 기존 경기장의 90%를 제거하여 4만여석 규모의 경기장으로 확장했으며 월드컵이 끝난 뒤 다시 21,000석으로 줄여 알라이얀 SC의 홈구장으로 사용된다.
월드컵 역사상 처음으로 성사되는 잉글랜드 - 웨일스의 영국 축구 더비가 열린 경기장이다.

## 가까운 역
- 알 리파 역 (M2 녹색 선)